# Kraftwerk Florina
Das Kraftwerk Florina bzw. Kraftwerk Meliti ist ein im Jahr 2003 fertiggestelltes Braunkohlekraftwerk bei Florina in Griechenland. Es hat eine installierte Leistung von 330 MW und ist das erste thermische Kraftwerk in Griechenland mit einer Rauchgasentschwefelungsanlage. Das Kraftwerk soll spätestens im Jahr 2023 im Rahmen des griechischen Kohleausstiegs stillgelegt werden. Die Stilllegung wurde aufgrund der Energiekrise auf Ende 2025 verschoben.
Zeitweise wurde am Standort ein zweiter Block mit 440 MW erwogen. Der Neubau wurde jedoch aufgrund fehlender Umweltgenehmigungen im Januar 2020 vom Obersten Verwaltungsgericht Griechenlands untersagt.